# Championnats panaméricains d'escrime
 (mai 2022).
Si vous disposez d'ouvrages ou d'articles de référence ou si vous connaissez des sites web de qualité traitant du thème abordé ici, merci de compléter l'article en donnant les références utiles à sa vérifiabilité et en les liant à la section « Notes et références ».
Les championnats panaméricains d'escrime sont la compétition de zone rassemblant annuellement les tireurs d'Amérique du Nord, centrale et latine, et des Caraïbes. Ces championnats comptent pour le classement de la Fédération Internationale d'Escrime et sont qualificatifs pour les Jeux olympiques.

## Les éditions
| Num.    | Année | Ville                | Pays       |
| ------- | ----- | -------------------- | ---------- |
| I       | 2006  | Valencia             | Venezuela  |
| II      | 2007  | Montréal             | Canada     |
| III     | 2008  | Querétaro            | Mexique    |
| IV      | 2009  | San Salvador         | Salvador   |
| V       | 2010  | San José             | Costa Rica |
| VI      | 2011  | Reno                 | États-Unis |
| VII     | 2012  | Cancún               | Mexique    |
| VIII    | 2013  | Carthagène des Indes | Colombie   |
| IX      | 2014  | San José             | Costa Rica |
| X       | 2015  | Santiago du Chili    | Chili      |
| XI      | 2016  | Panama               | Panama     |
| XII     | 2017  | Montréal             | Canada     |
| XIII    | 2018  | La Havane            | Cuba       |
| XIV     | 2019  | Toronto              | Canada     |
| Annulés | 2020  | Asuncion             | Paraguay   |
| XV      | 2022  | Asuncion             | Paraguay   |
| XVI     | 2023  | Lima                 | Pérou      |
| XVII    | 2024  | Lima                 | Pérou      |

## Tableau des médailles
Après les championnats panaméricains de 2024
| Rang  | Nation                      | Or  | Argent | Bronze | Total |
| ----- | --------------------------- | --- | ------ | ------ | ----- |
| 1     | États-Unis                  | 148 | 68     | 92     | 308   |
| 2     | Venezuela                   | 19  | 27     | 44     | 90    |
| 3     | Canada                      | 17  | 67     | 69     | 153   |
| 4     | Cuba                        | 8   | 4      | 12     | 24    |
| 5     | Brésil                      | 3   | 14     | 29     | 46    |
| 6     | Argentine                   | 3   | 3      | 22     | 28    |
| 7     | Mexique                     | 2   | 8      | 18     | 28    |
| 8     | Colombie                    | 0   | 5      | 5      | 10    |
| 9     | Panama                      | 0   | 2      | 1      | 3     |
| 10    | Paraguay                    | 0   | 1      | 2      | 3     |
| 11    | Îles Vierges des États-Unis | 0   | 1      | 0      | 1     |
| 12    | Chili                       | 0   | 0      | 6      | 6     |
| 13    | Pérou                       | 0   | 0      | 1      | 1     |
| 13    | Porto Rico                  | 0   | 0      | 1      | 1     |
| Total | Total                       | 164 | 164    | 248    | 576   |